# Universidade de Hebei
A Universidade de Hebei é uma universidade pública provincial localizada em Baoding, província de Hebei, na China.
A universidade foi fundada com a missão de "salvar o país com ciência" e o lema de "buscar a verdade a partir dos fatos".

## História
Sua fundação em 1921 foi feita por jesuítas franceses, sob o nome de "Tianjin Technology and Business University", localizada na cidade de Tianjin. Oferecia os cursos de indústria e de comércio, inspirada no modelo de ensino superior francês. Inicialmente, os cursos eram oferecidos em francês, e em 1926 passaram a ser oferecidos em inglês.
Em 1922, foi fundado o Beijiang Museum, permitindo estudo e coleção de botânica, zoologia, geologia, paleontologia e antropologia.
Em 1933, foi renomeada para "Tianjin Industrial and Commercial College", associada ao Ministério da Educação, perdendo o status de universidade, por não atingir os requisitos em questão de número de departamentos e institutos.
Em outubro de 1948, foi renomeada "Jingu University", retomando o status de universidade, com aprovação do Ministério da Educação. Em 1951 passou de universidade privada para pública, após pedido do conselho administrativo da instituição.
Em 1952, passou por uma transformação, junto com as demais instituições de ensino superior da China. As faculdades de comércio e de indústria foram desmembradas. Surge a "Tianjin Normal University", depois transformada em uma universidade mais ampla, focando na formação de professores e pesquisadores, e passou a aceitar estudantes internacionais.
Em 1970, foi relocada, saindo de Tianjin e indo para a cidade de Baoding, na província de Hebei. Nessa época, foi afetada pela Revolução Cultural Chinesa. Em 1981, foi uma das primeiras a conceder o título de mestrado.
Em 2011, estabeleceu um Instituto Confúcio no Brasil, em parceria com a PUC-Rio.
Em 2012, foi selecionada como umas das universidades das regiões oeste e central que deveriam ser promovidas.

## Organização
A universidade abrange doze grandes áreas: filosofia, economia, direito, pedagogia, literatura, história, ciência, engenharia, agoronomia, medicina, administração e arte. Possui 95 cursos de graduação, programas de mestrado e mestrado profissional, e estações para trabalho de pós-doutorado.
A universidade tem 28 mil estudantes de graduação, 11 mil pós-graduandos.
Sua estrutura física é dividida entre campus principal, campus novo, e escola médica.

## Rankings
Pelo CWTS Leiden Ranking, foi classificada como a universidade número 162 da China, com a maior parte de suas publicações na área de ciências físicas e engenharia. Pelo Center for World University Rankings (CWUR), foi classificada como a número 167 da China. 

## Ligações Externas
- Site oficial